# Nkongsamba
Nkongsamba este un oraș din Camerun.